# Coppa Ciano 1939
La Coppa Ciano 1939 è stata una corsa automobilistica di velocità in circuito.
La gara venne disputata il 30 luglio 1939 sul circuito stradale di Montenero. Vinse Nino Farina su Alfa Romeo 158, dopo avere ottenuto la pole position e il giro veloce in gara. Su 11 partenti se ne classificarono 5.

## Vetture
Vetture iscritte alla gara.
| Costruttore | Vettura | Cilindrata           |
| ----------- | ------- | -------------------- |
| Alfa Romeo  | 158     | 1500 cc - 8 cilindri |
| Maserati    | 4CL     | 1500 cc - 4 cilindri |
| Maserati    | 6CM     | 1500 cc - 6 cilindri |

## Gara

### Griglia di partenza
Posizionamento dei piloti alla partenza della gara.
| Prima fila   | 3 Pos.                        |                       | 2 Pos.                  |                                 | 1 Pos.                 |                            |
| ------------ | ----------------------------- | --------------------- | ----------------------- | ------------------------------- | ---------------------- | -------------------------- |
|              | Clemente Biondetti Alfa Romeo |                       | Franco Cortese Maserati |                                 | Nino Farina Alfa Romeo |                            |
| Seconda fila |                               | 6 Pos.                |                         | 5 Pos.                          |                        | 4 Pos.                     |
|              |                               | Paul Pietsch Maserati |                         | Giordano Aldrighetti Alfa Romeo |                        | Luigi Villoresi Maserati   |
| Terza fila   | 9 Pos.                        |                       | 8 Pos.                  |                                 | 7 Pos.                 |                            |
|              | Toulo de Graffenried Maserati |                       | Giovanni Rocco Maserati |                                 | Piero Taruffi Maserati |                            |
| Quarta fila  |                               |                       |                         | 11 Pos.                         |                        | 10 Pos.                    |
|              |                               |                       |                         | Carlo Felice Trossi Maserati    |                        | Carlo Pintacuda Alfa Romeo |

### Risultati
Risultati finali della gara.
| Pos | Nr | Pilota                                | Scuderia                  | Vettura        | Giri | Tempo/Ritiro                         |
| --- | -- | ------------------------------------- | ------------------------- | -------------- | ---- | ------------------------------------ |
| 1   | 32 | Nino Farina                           | Alfa Corse                | Alfa Romeo 158 | 60   | 2h30'10"4 alla media di 139.039 km/h |
| 2   | 42 | Franco Cortese                        | Officine Alfieri Maserati | Maserati 4CL   | 59   |                                      |
| 3   | 54 | Carlo Pintacuda / Clemente Biondetti  | Alfa Corse                | Alfa Romeo 158 | 57   |                                      |
| 4   | 46 | Piero Taruffi                         | Scuderia Ambrosiana       | Maserati 6CM   | 56   |                                      |
| 5   | 48 | Clemente Biondetti / Francesco Severi | Alfa Corse                | Alfa Romeo 158 | 52   |                                      |
| Rit | 38 | Luigi Villoresi                       | Officine Alfieri Maserati | Maserati 4CL   | 42   |                                      |
| Rit | 52 | Paul Pietsch                          | Privato                   | Maserati 6CM   | 33   |                                      |
| Rit | 34 | Giordano Aldrighetti                  | Alfa Corse                | Alfa Romeo 158 | 31   |                                      |
| Rit | 40 | Giovanni Rocco                        | Officine Alfieri Maserati | Maserati 4CL   | 30   |                                      |
| Rit | 56 | Carlo Felice Trossi                   | Officine Alfieri Maserati | Maserati 4CL   | 26   |                                      |
| Rit | 44 | Toulo de Graffenried                  | Ecurie Autosport          | Maserati 6CM   | 14   |                                      |

Note
Giro veloce: Nino Farina.